# Drosophila forficata
Drosophila forficata är en tvåvingeart som beskrevs av Elmo Hardy och Kenneth Y. Kaneshiro 1979. Drosophila forficata ingår i släktet Drosophila och familjen daggflugor.
Artens utbredningsområde är Hawaii.